# Soroti
Soroti est une ville située dans le district de Soroti, en Ouganda. La ville est le siège du diocèse catholique de Soroti.

## Source
- (en) Cet article est partiellement ou en totalité issu de l’article de Wikipédia en anglais intitulé « Soroti » (voir la liste des auteurs).